# 大苏山
大苏山位于河南省信阳市光山县西南22公里。该地于2015年1月被中国林业局正式批准设立为“大苏山国家森林公园”。大苏山国家森林公园占地面积为2788.53公顷。
大苏山是鄂豫皖交界地的一座由“小苏”、“二苏”、“大苏”层叠而立的不超过二百米的小山，是中国佛教界的神聖之山，在此诞生了大苏妙悟的历史典故。

## 大苏山国家森林公园
大苏山国家森林公园是国家4A级旅游景区，全国十佳文化生态景区，位于河南省光山县境内，规划总面积2788.53公顷，共分为三大片区，即大苏山片区、龙首山片区和王母观片区，区内森林面积2573.81公顷，森林覆盖率92.3%，主要景点包括王母观风景区、净居寺寺庙、蓝天生态茶叶公司和蓝天度假村等。大苏山是一座生态福地、文化高山，核心区域内的千年古刹净居寺更是佛教天台宗的发祥地、始祖庭。

## 历史人文
净居寺是佛教天台宗的始祖庭。北齐天保五年（公元554年），高僧慧思来到光州（今光山县）大苏山结庵，开坛说法。净居寺生态旅游开发区景点很多，记载于县志的有“大苏山”、“紫云塔”、“翠烛峰”、“白莲池”、“东坡读书堂”、“功德井”等十二处。还有至今依然存在的“西山远映”、“二门观天”、“仙人洞”、“钓鱼台”、“油盐罐”“碧海流光”，“绿浪白骛”、“翠带缠腰”、“甜栗哈笑”、“北洼红叶”等。此外，还有唐代栽植的“同根三异树”，唐柏宝菊花等古木名卉。

## 相关文化内容
大苏山南北分为“小苏”、“二苏”、“大苏”，它们南北鳞次而立，三座山峰连为整体。依中国传统文化堪舆之见，大苏山乃风水宝地，福映佛教莲花之池。也正映此说，中国佛教思想界认为，在大苏山的确诞生了佛家“二圣”和“二伟”：“二圣”是指中国佛教法华宗暨天台宗开山鼻祖慧思与智顗师徒二人，他们在此修行开悟、妙悟、证悟得道，成究竟佛果。诗人苏东坡作《游净居寺诗并叙》中写到：“愿从二圣往，一洗千劫非。“二伟”之说指唐代律僧道岸法师崇敬法华祖慧思而在此开建了净居寺，并受授了弟子、后来六渡东海赴东瀛，成圣为日本律祖的鉴真和尚。

## 现存主要文物
在大苏山，迄今遗有“慧思结庐摩崖石刻”、唐代道岸建“净居寺”、“千年同根三异树”、宋帝御笔赐“无点‘梵’匾”、“苏东坡读书堂”等等。